# Linsey Marr
Linsey Chen Marr és una científica estatunidenca, professora "Charles P. Lunsford" d'enginyeria civil i ambiental a Virginia Tech. La seva investigació considera la interacció de nanomaterials i virus amb l'atmosfera. Durant la pandèmia de COVID-19, Marr va estudiar com el SARS-CoV-2 i altres patògens transmesos per l'aire es podrien transportar a l'ambient.